# Der ehrbare Antisemitismus
Der ehrbare Antisemitismus ist ein Essay des österreichischen Schriftstellers und Holocaustüberlebenden Jean Améry. Er wurde am 25. Juli 1969 in der Wochenzeitung Die Zeit mit dem Untertitel Die Barrikade vereint mit dem Spießer-Stammtisch gegen den Staat der Juden veröffentlicht. Er thematisierte damit als einer der Ersten antisemitische Tendenzen in der deutschen Linken nach 1945. Der Essay entstand insbesondere unter dem Eindruck deutschsprachiger Reaktionen auf den Sechstagekrieg, in dessen Folge sich zahlreiche linke und progressive Intellektuelle, Publizisten und Politiker vom zuvor noch mehrheitlich wohlwollend betrachteten, 1948 gegründeten jüdischen Staat abwandten. Amérys Kernthese lautete, dass der Antisemitismus „im Anti-Israelismus oder Anti-Zionismus wie das Gewitter in der Wolke“ vorhanden sei, jedoch durch seine Kodierung als Antiimperialismus eine vermeintlich ehrbare Gestalt angenommen habe.
Amérys Essay zählt bis heute zu den meistzitierten Positionen in der gesamtgesellschaftlichen und linksinternen Debatte über Antizionismus und trug Ende der 1980er-Jahre maßgeblich zur Herausbildung der Antideutschen bei, einer Strömung der radikalen Linken, die sich auf Améry und dessen Forderung bezog, die Linke habe sich im Kampf gegen Antisemitismus und in ihrem Verhältnis zu Israel neu zu definieren. Améry hatte in seinem Essay geschlussfolgert: „Wenn aus dem geschichtlichen Verhängnis der Juden- beziehungsweise Antisemitenfrage, zu dem durchaus auch die Stiftung des nun einmal bestehenden Staates Israel gehören mag, wiederum die Idee einer jüdischen Schuld konstruiert wird, dann trägt hierfür die Verantwortung eine Linke, die sich selber vergißt.“